# Maserati Khamsin
El Maserati Khamsin (Tipo 120- nombrado posteriormente Khamsin, de Chamsin, un caliente y violento viento del desierto egipcio) es un automóvil deportivo biplaza diseñado por Marcello Gandini para Bertone y producido por Maserati entre 1974 y 1982.

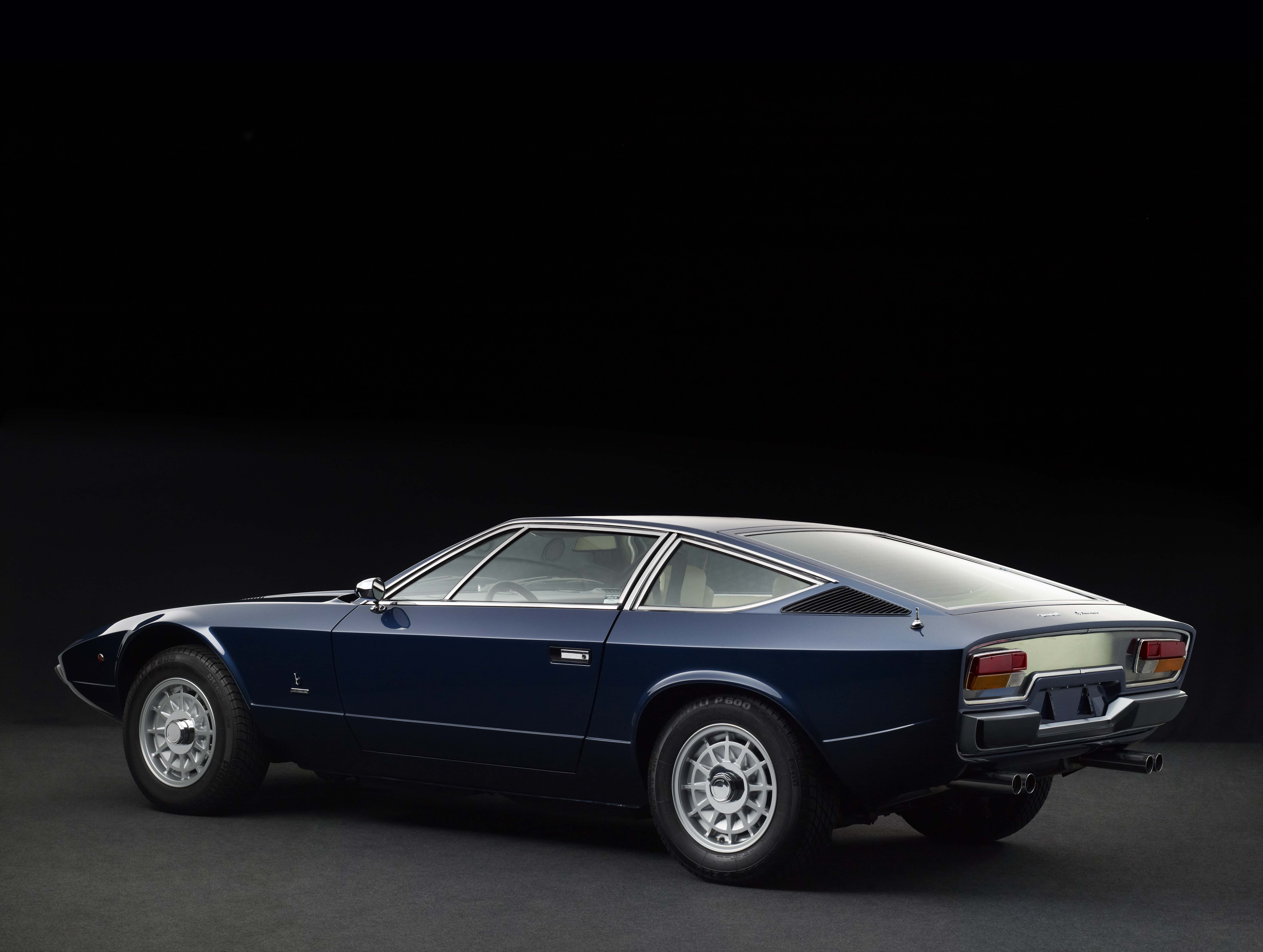
Khamsin de 1975.

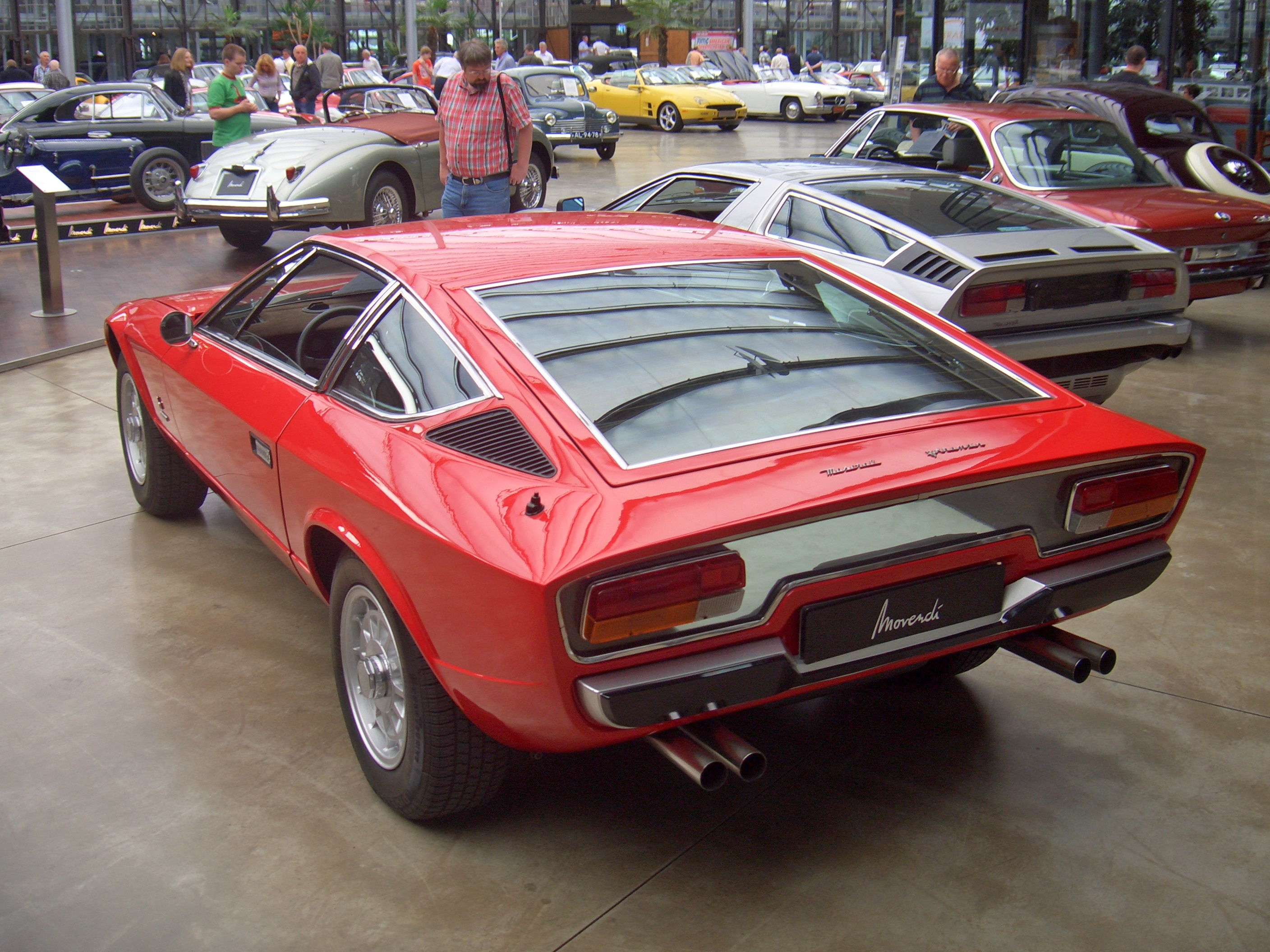
Vista posterior con el vidrio adicional, que aportaba mayor visibilidad. Düsseldorf, Alemania

## Historia
El modelo fue presentado como un prototipo de Bertone en el otoño de 1972 en el Salón del Automóvil de Turín. En 1973 fue mostrado en el Salón del Automóvil de París, donde portaba la marca Maserati. La producción del vehículo se inició en 1974. El coche fue dotado con un motor frontal de 4.9 litros V-8 de 320 caballos de potencia. El motor sin embargo, fue empujado hacia atrás tanto como era posible para permitir alojar el neumático de repuesto consiguiendo así más espacio en el maletero. El Khamsin disponía de la carrocería, parecida a la del Ghibli, pero más baja y plana, diseñada por Bertone. La producción de la Khamsin terminó en 1982, con sólo 430 vehículos producidos. Uno de ellos fue entregado a Luciano Benetton en 1981. 155 fueron exportados a los Estados Unidos.

## Características

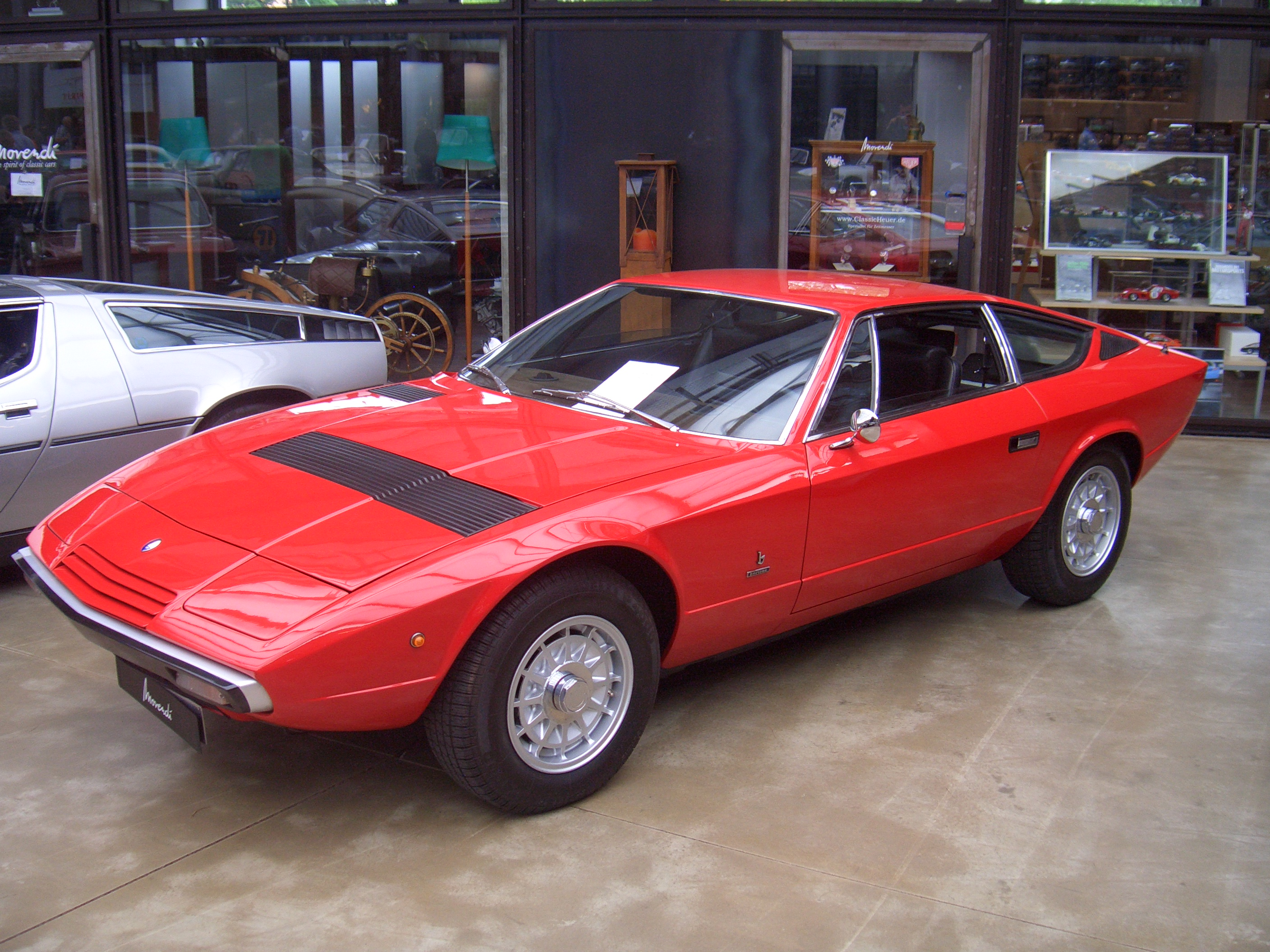
Maserati Khamsin

El Khamsin tenía varias características inusuales, tales como la dirección asistida DIRAVI (compartida con el modelo SM de la entonces casa madre, Citroën), que suponía una ayuda mayor que la habitual para el estacionamiento y que se endurecía a alta velocidad, y un panel trasero de vidrio (entre las luces traseras) por debajo de la luneta trasera, que aportaba visibilidad posterior y que suponía una mejora frente a la mayoría de los automóviles, especialmente deportivos, con los que competía. Además, el Khamsin tenía otras características como asientos hidráulicos y una columna de dirección ajustable, que eran características innovadoras del momento. El aire acondicionado estaba instalado de serie en el Khamsin.

## Galería de imágenes

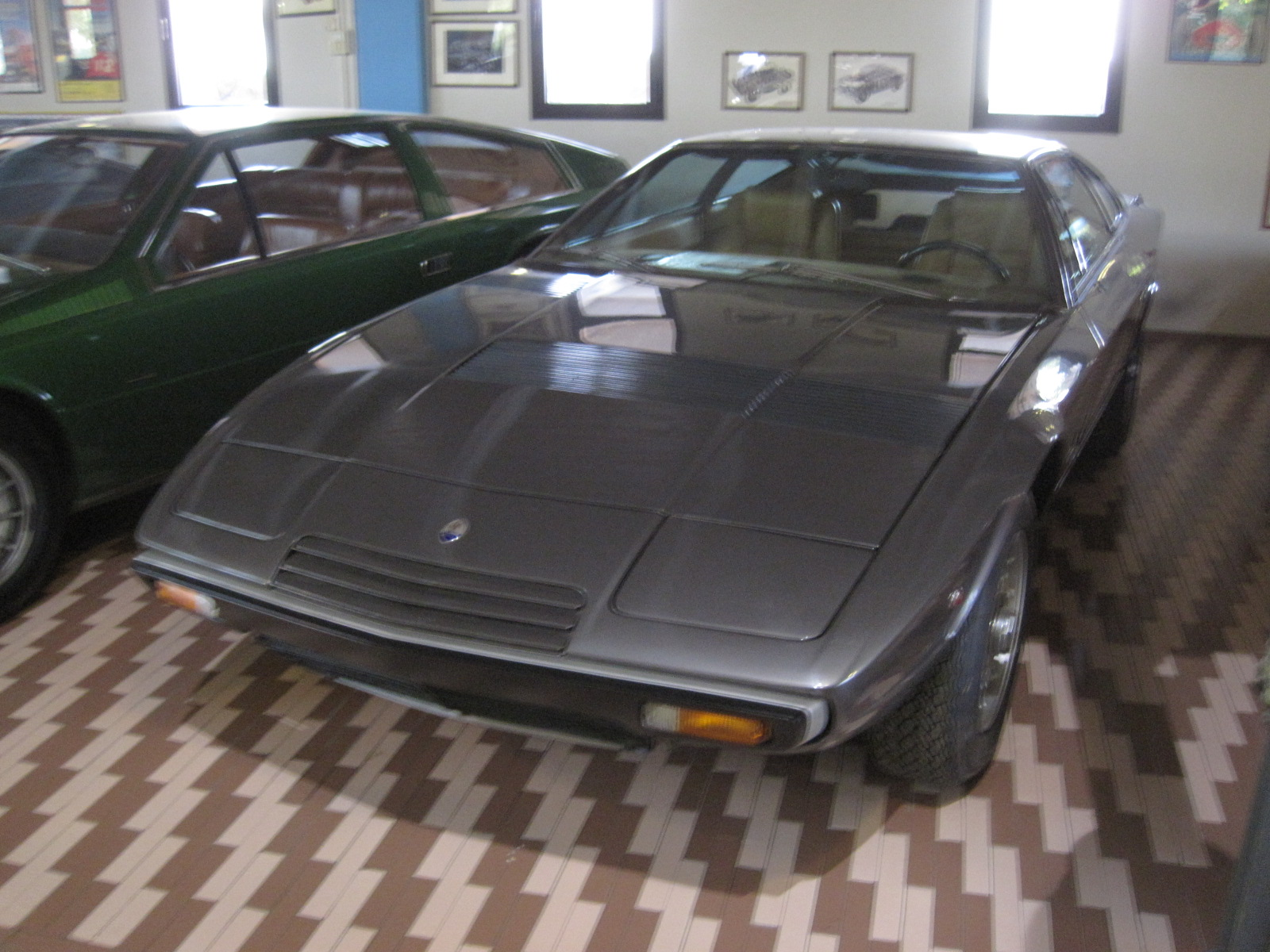
Khamsin conservado en el Museo Panini Maserati de Módena. Las tres ranuras por encima de la defensa delantera se introdujeron en 1977.

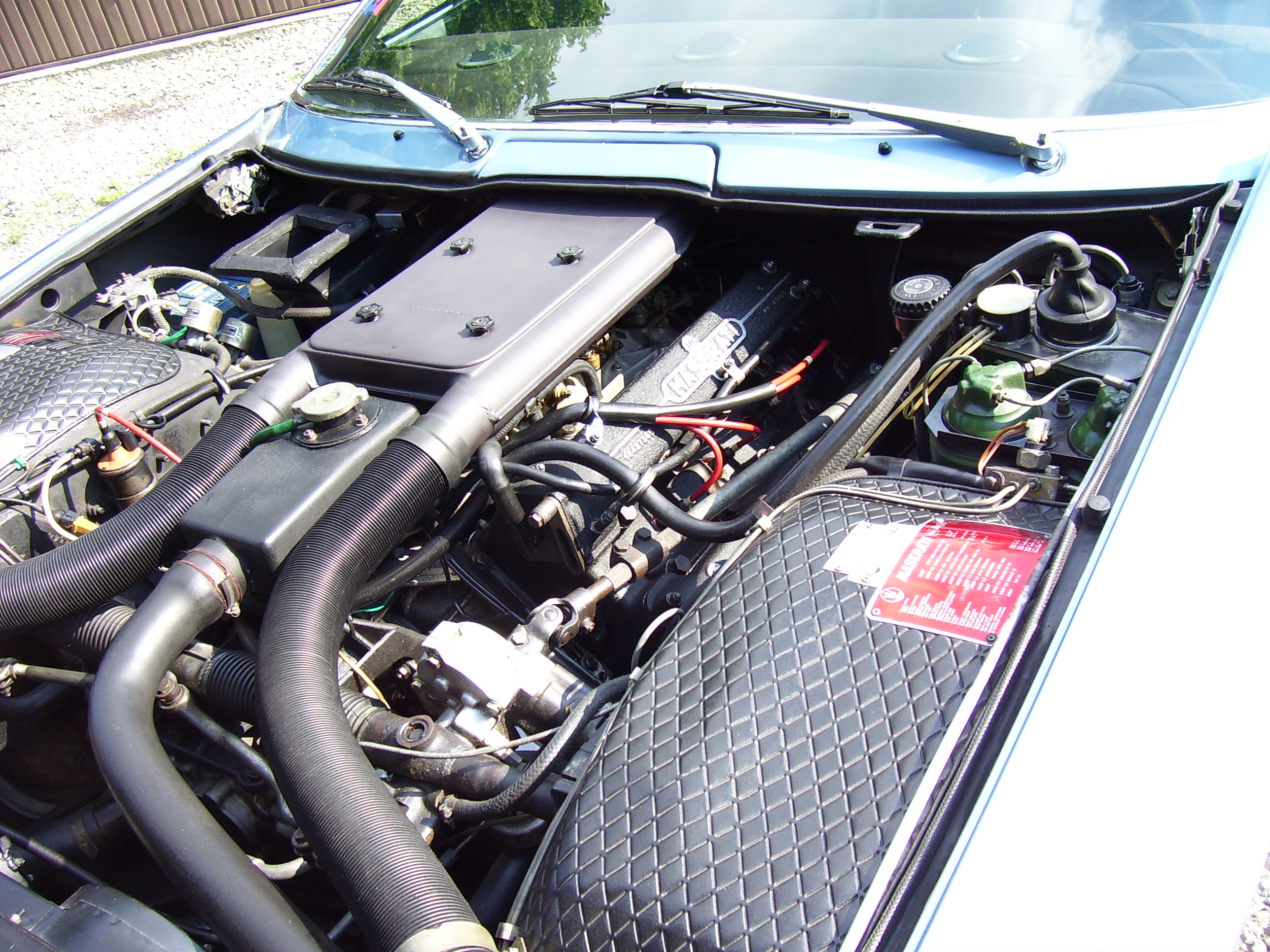
El motor V8 de 4900 cc.
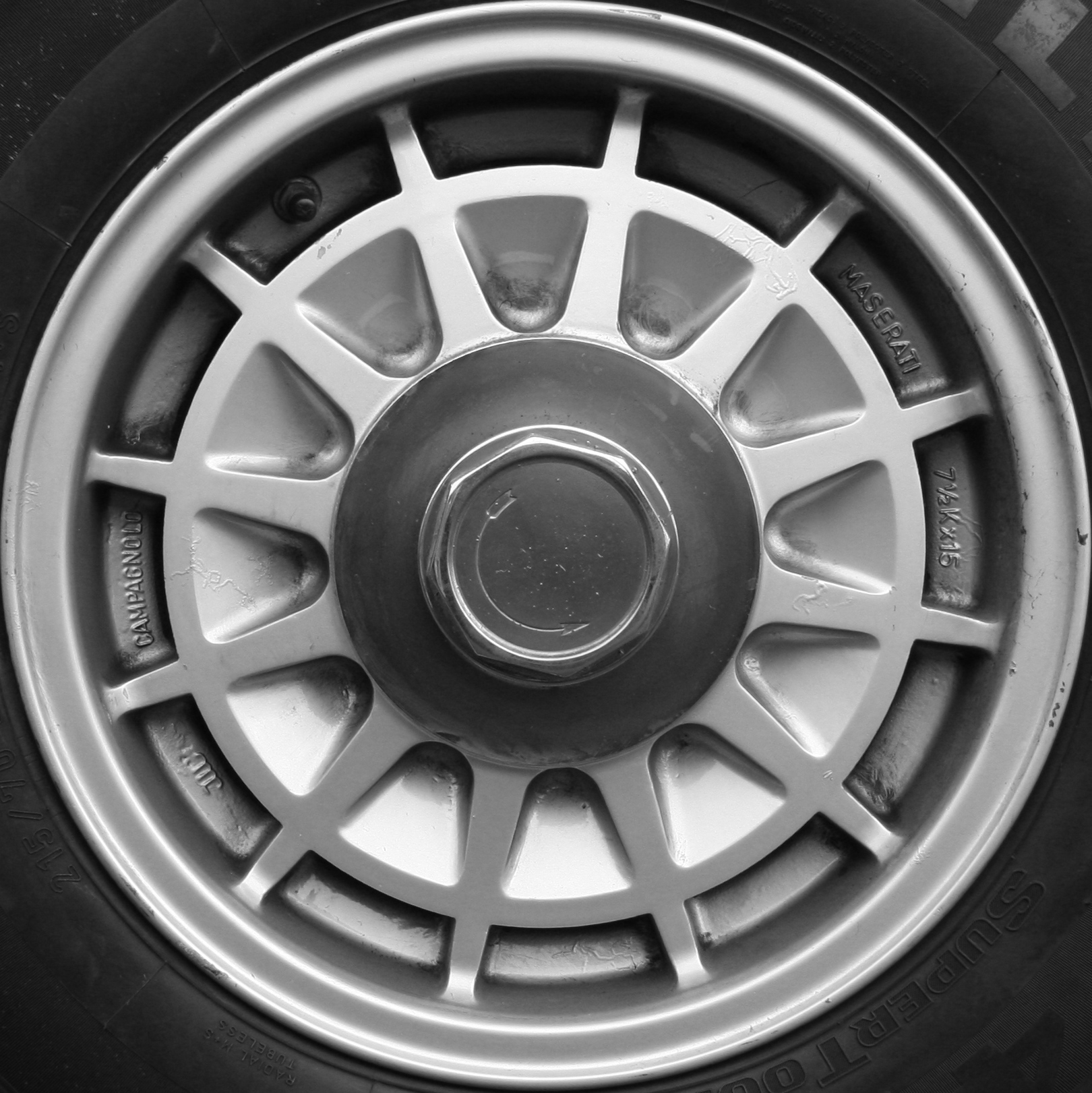
Llanta original.
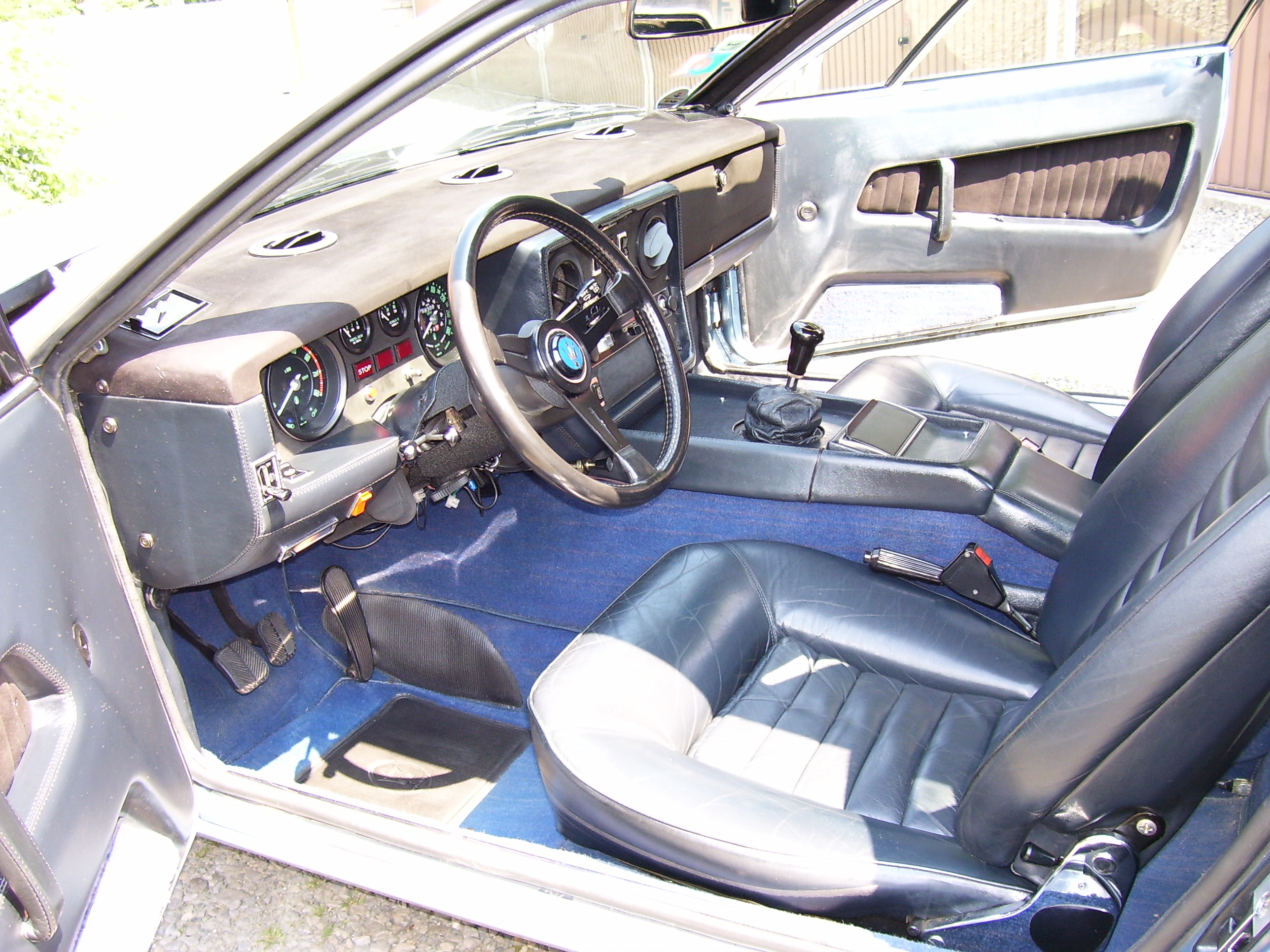
Habitáculo interior.